# Riviera Group
O Riviera Residence Service é um edifício abandonado que pertencia primeiramente ao Riviera Group (que decretou falência) que se encontra com obras paradas na cidade de Santos, litoral sul do Estado de São Paulo, no Brasil.
Se finalizado, será um dos maiores prédios do Brasil, tendo 35 andares e 119 metros de altura. O Riviera Residence Service está em construção desde 2008, no local onde era o Cine Indaia e o Hotel Indaia na cidade de Santos. O Cine Indaia e o Hotel Indaia eram muito antigos e foram demolidos em 2007.
Desde a demolição do antigo Cine Indaia, o local encontra-se em obras há quase 10 anos. Além disso, as obras já foram parar em alguns noticiários, mostrando a preocupação da população quanto aos focos de dengue. Com muitos problemas o grupo português repassou a obra em 2011 para incorporadora Estrasburgo, que por sua vez conseguiu continuar as obras por apenas 1 ano.